# Isla Cooper (Islas Vírgenes Británicas)
La isla Cooper (en español antiguamente isla del Tonelero y en inglés: Cooper island) es una pequeña isla de las Islas Vírgenes Británicas en el Caribe. Hay cinco propiedades privadas en la isla, además de un pequeño complejo turístico y club de playa.
La isla se encuentra al lado de "wreck alley", un sitio popular de buceo de naufragios en las Islas Vírgenes Británicas, donde han sido hundidos deliberadamente varios buques para crear sitios de buceo. Una tienda local de buceo cerca del club de playa alquila tanques para buzos certificados.